# Metselaarsteken

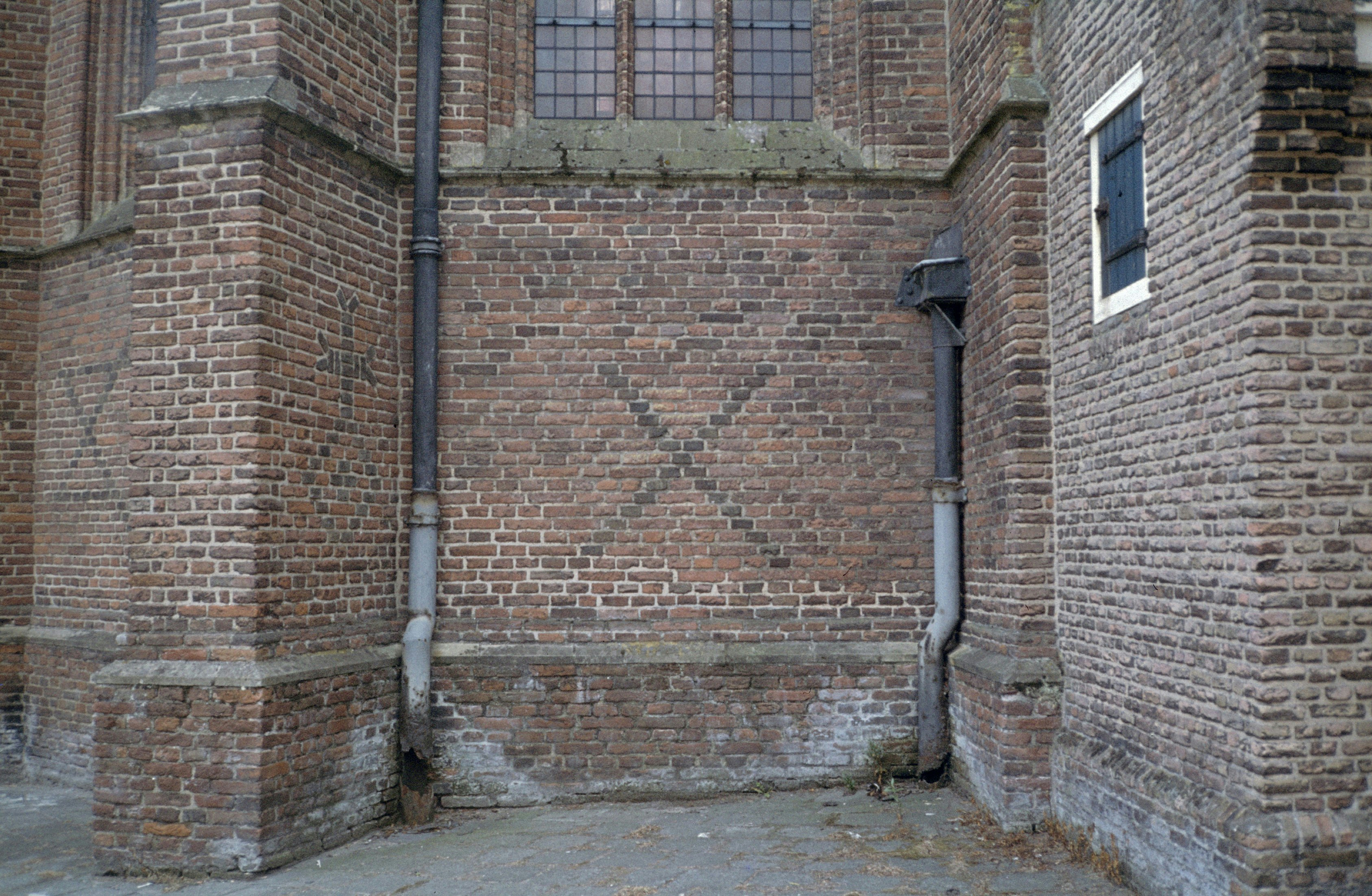
Metselaarsteken in een nis van de St. Janskerk te Waalwijk

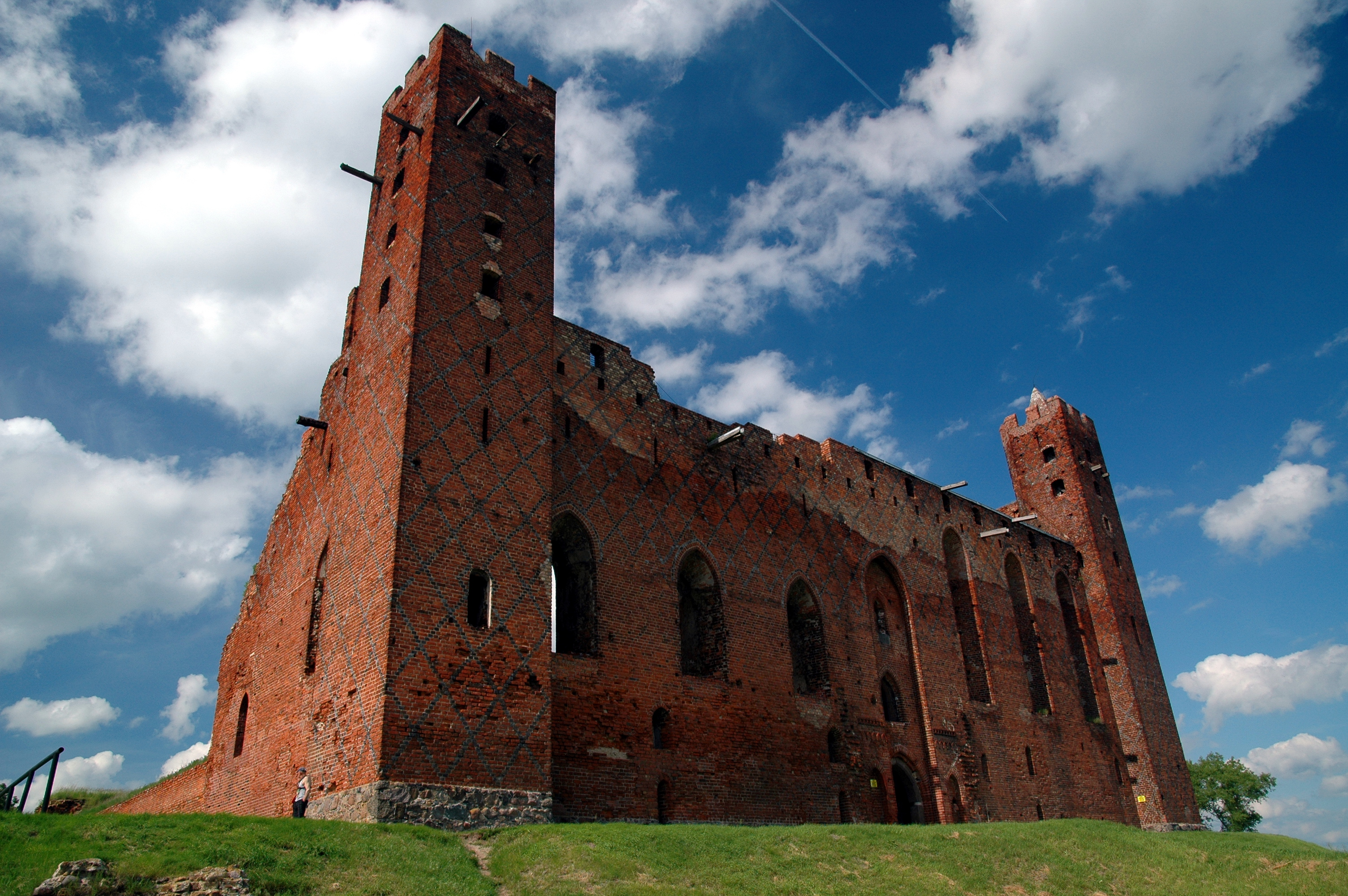
Radzyń Chełmińskikasteel, een van de oudst bekende gevelvullende patronen

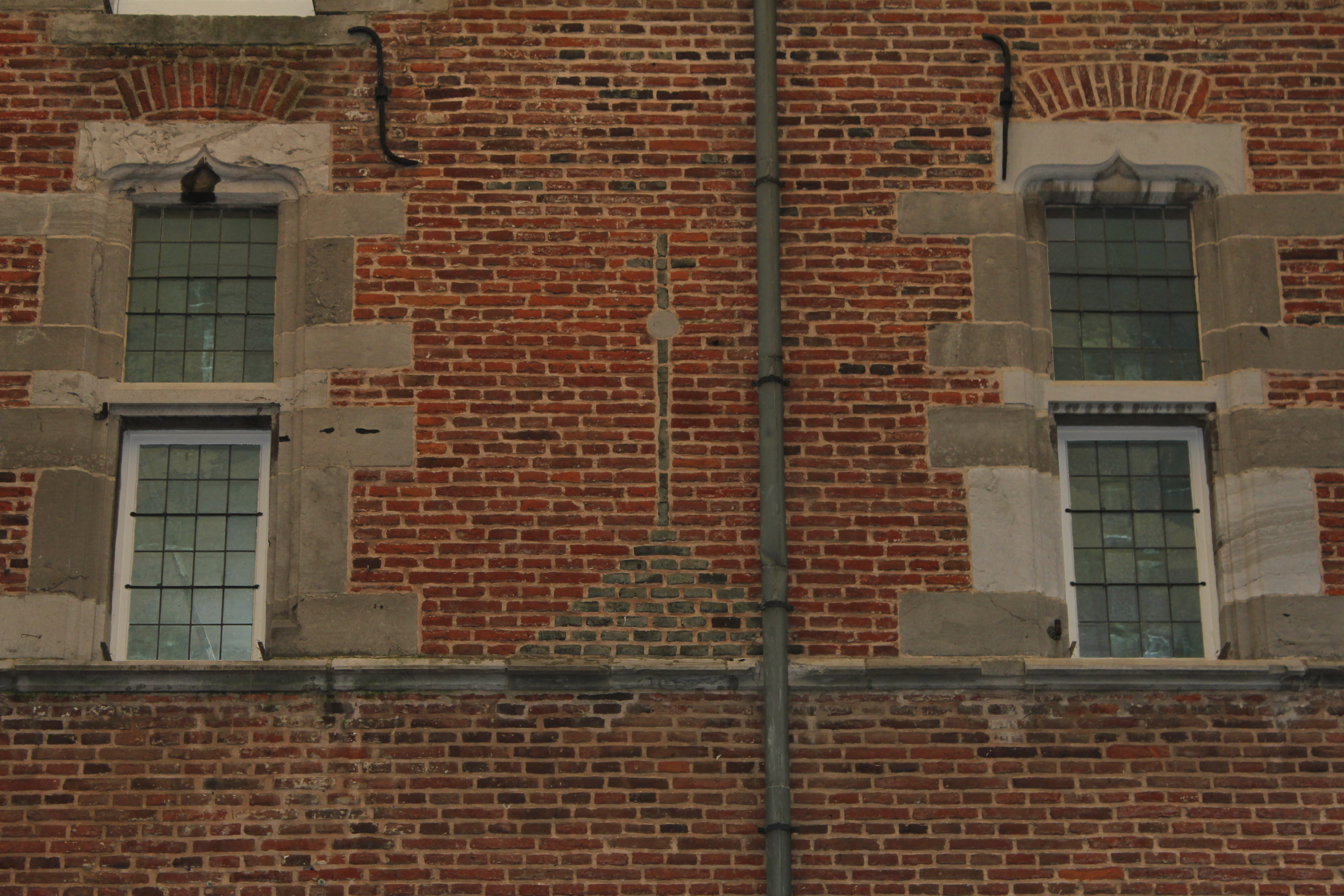
Calvariekruis op de binnenkoer van het kasteel van Alden Biesen

Een metselaarsteken is een in metselwerk aangebrachte decoratieve figuur door een metselaar, door middel van selectief gebruik van afwijkend gekleurde bakstenen. Het gaat veelal om de koppen van de bakstenen. Slechts uitzonderlijk wordt het metselwerkverband niet gevolgd. 
Het tot op zekere hoogte vergelijkbare begrip metselteken wordt gebruikt bij decoratieve figuren door middel van afwijkend gekleurde bakstenen in het metselwerk.
Metselaarstekens komen voor in heel Noordwest-Europa vanaf de wederopkomst van baksteen als bouwmateriaal (twaalfde eeuw). De grootte varieert van enkele decimeters tot gevelvullende motieven. Vanaf de achttiende eeuw neemt het gebruik af, in protestantse gebieden zelfs vanaf 1570. De tekens komen voor van Polen en het oosten van Duitsland tot in Engeland, vanaf de noordelijke helft van Frankrijk tot Denemarken.

## Geschiedenis
De Romeinse legioenen kenden de technieken om bakstenen te bakken. Via hen raakte de toepassing ervan verspreid. Wanneer de Romeinen werden verdreven uit West-Europa, verdween ook het baksteengebruik. Pas in de tweede helft van de twaalfde eeuw kwam baksteen terug als veelgebruikt bouwmateriaal. Vooral vanaf de dertiende eeuw deed zich een explosieve groei voor van de bevolking met een enorme nood aan kloosters, kerken, kastelen en burgerlijke gebouwen, waardoor in regio's met een beperktere aanwezigheid van natuursteen, baksteen veelvuldig het verkozen bouwmateriaal werd.
De beperkte mate van controleerbaarheid van het bakproces in de primitieve ovens van weleer leverde afwijkend gekleurde misbaksels op. Het kleurcontrast van deze misbaksels werd door de metselaars creatief gebruikt in het metselwerk als apotropaeïsche motieven. Men zocht actief naar bescherming tegen de alom aanwezige boze geesten, of tegen onheilskrachten als bliksem. Aangezien veel metselaars ook in het buitenland werden gevraagd was dit gebruik gekend en werd het ook vrij algemeen toegepast. Vanaf de achttiende eeuw verdwijnt de toepassing van metselaarstekens geleidelijk. Het afnemend gebruik gaat echter gepaard met de toenemende toepassing van gevelkapellen. De apotropaeïsche reflex blijft doorleven bij de gelovige katholieke bevolking.

### Nederland
In Nederland komen metseltekens voor tot ongeveer 1570. Vanaf het begin van de reformatie verdwijnt het gebruik.

Begin 21e eeuw wordt geconstateerd dat bij restauratie van oude gevels metselaarstekens vaak onherstelbaar worden beschadigd, wat geweten wordt aan onbekendheid met het fenomeen.

### België
In België en het noorden van Frankrijk overleeft het gebruik langer. In regio's als West-Vlaanderen komen meer creatieve composities voor van de oude metselaarsfiguren. In gelovige rurale gebieden blijven vooral calvaries nog lang in trek.

## Vormen

### Gevelvullende patronen
Gevelvullende patronen zijn een aparte toepassingsvorm van de metselaarstekentraditie. Kleine gevelvlakken, grotere geveldelen of zelfs complete gevels worden gevuld met een of meerdere patroonvormen. Veelal gaat het om ruitmotieven. Gezien de maatafwijkingen van de bakstenen was een verzorgde uitvoering echter bijzonder moeilijk. De voorbeelden in Nederland en België lijken vaak uitgevoerd op een weinig verzorgde wijze. De toepassing hiervan overleeft dan ook vooral in de rijkere kastelen of herenhoeves in Polen, Noord-Frankrijk en Engeland. De rijkere bouwheer kon een meer verzorgde uitvoering eisen. En waar dit nog niet lukte, zoals bij de naar perfectie strevende Tudors in Engeland, werden de gevels overschilderd waarbij de onvolmaaktheden in het metselwerk werden weggeschilderd. In Polen en Oost-Duitsland zijn er heel wat voorbeelden van patronen met schuine lijnen, vaak draaiend rond torens. In Frankrijk komen dan weer toepassingen voor van diverse types van ruitmotieven. Ook al heeft deze toepassingsvorm apotropaeïsche bedoelingen, toch is het decoratieve aspect hier zeker niet onbelangrijk.

### Individuele tekens
Het aanbrengen van individuele bezwerend/beschermende tekens vormt echter de meest voorkomende toepassingsvorm. De metselaars putten hun inspiratie uit een arsenaal aan oraal overgeleverde tekens. Heden ten dage komt dit eerder vreemd over en men is dan ook geneigd om dé betekenis ervan te willen zien, zoals bij tekens uit het alfabet. Die omlijnde betekenis is er echter niet. Voor hen was de betekenis allicht even vaag en onbestemd als voor de hedendaagse mens. Wat maakt dat het teken een zekere spanning genereert die net ideaal is in de zoektocht naar bescherming. Vaak wordt er dan ook gecombineerd of worden meerdere tekens naast elkaar geplaatst. Wanneer het ene niet helpt zal allicht het andere dat wel doen!
Ruwweg kan het metselaarsteken-fenomeen opgedeeld worden in drie fasen, alhoewel de grenzen vaag blijven en kunnen verschillen per regio. Tekens van uit de eerste generatie komen ook voor in de latere generaties. De eerste generatie wordt gekenmerkt door de zuiver beschermende/bezwerende aard. Tekens komen voor op alle mogelijke plaatsen van een gebouw. De geesten waarvoor ze bestemd zijn zullen ze wel zien. Vanaf ca. 1500 is er een verschuiving merkbaar en wordt de boodschap meer gericht naar de voorbijganger. Die moet het apotropaeon zien. Tekens worden vanaf dan ook quasi louter in straatgerichte gevels geplaatst en worden hierdoor ook meer mededelend. In deze tweede generatie lijken tekens met heidense oorsprong te worden verchristelijkt of te worden opgevolgd door katholiek getinte tekens: hartvormen (gezien de verering van het heilig hart vergelijkbaar met het kruis), ruitkruisen (of toverknopen) en verder jaartallen. Tekens van na 1700 worden beschouwd als de derde generatie (ook wel de 'neo-tekens' genoemd). De apotropaeische bedoeling vervaagt stilaan. Het decoratieve aspect wint steeds meer aan belang.

#### Gebruikte symbolen
Onderstaande tabel toont een overzicht van de meest voorkomende metselaarstekens. Tal van combinaties doen zich voor met de tekens uit deze basisgroep.
| Omschrijving | Afbeelding |
| --- | ---------- |
| Andreaskruis : Het andreaskruis () komt zowel voor als christelijk symbool als als runensymbool (Gebo). |            |
| Ruit : De ruitvorm ( of ) komt voor in de Futhark. Het symbool is echter ook te herkennen in voorstellingen als de Sheela-na-gigs. Wapenschilden van ongehuwde vrouwen in de Middeleeuwen waren steeds gevat in een ruitvorm. Een link met vruchtbaarheid lijkt steeds dichtbij.                                                              |            |
| Calvariekruis : Zowat alle voorkomende kruisen zijn calvariekruisen. De voet verwijst naar Golgotha (Calvarieberg). De berg waarop Jezus gekruisigd werd. |            |
| Hartvormen : De hartvorm verwijst naar de katholieke verering van het heilig hart. De hartvorm is dan ook vergelijkbaar met het kruis, een ideaal beschermend symbool. |            |
| Toverknoop : is het typische teken uit de tweede generatie. Het is op een ideale wijze dubbelzinnig: in een heidens kader gaat het om een beschermend symbool gevormd door een oneindig doorlopende lijn, die de boze geest zeker zal bezighouden. Voor katholieken gaat het om een ruitkruis (het komt trouwens ook voor in Tau-kruis-vorm). |            |
| (Gevulde) kelken of zandlopers: De kelk is een katholiek symbool. Een zandloper verwijst per definitie naar tijd(-loosheid). In Belgisch Limburg kan worden aangetoond dat gevulde (ingekleurde) kelken gebruikt zijn als afweersymbool tegen hekserij.                                                                                       |            |
| Andere, minder frequent voorkomende vormen zijn: odal, hexagram, levensboom, toren. |            |

#### Kleur
De afwijkende kleur wordt veroorzaakt door sintering of reducerend bakken. Bijproducten kunnen de kleur verder beïnvloeden.
| Kleur | Omschrijving |
| ----- | --- |
| Zwart | Bij roodbakkende klei gebruikt voor de productie van baksteen ontstonden zwart gesinterde koppen bij de stenen die zich het dichtst bij het vuur bevonden.                                              |
| Groen | Langs de kust van Vlaanderen en Zeeland werd zouthoudende turf gebruikt voor het stoken van de bakovens. Dit veroorzaakte een groenige glazuur. Wanneer lood werd toegevoegd werd de kleur zelfs blauw. |
| Rood  | Bij geelbakkende klei ontstaan zachter gebakken rode stenen. |

## Afbeeldingengalerij

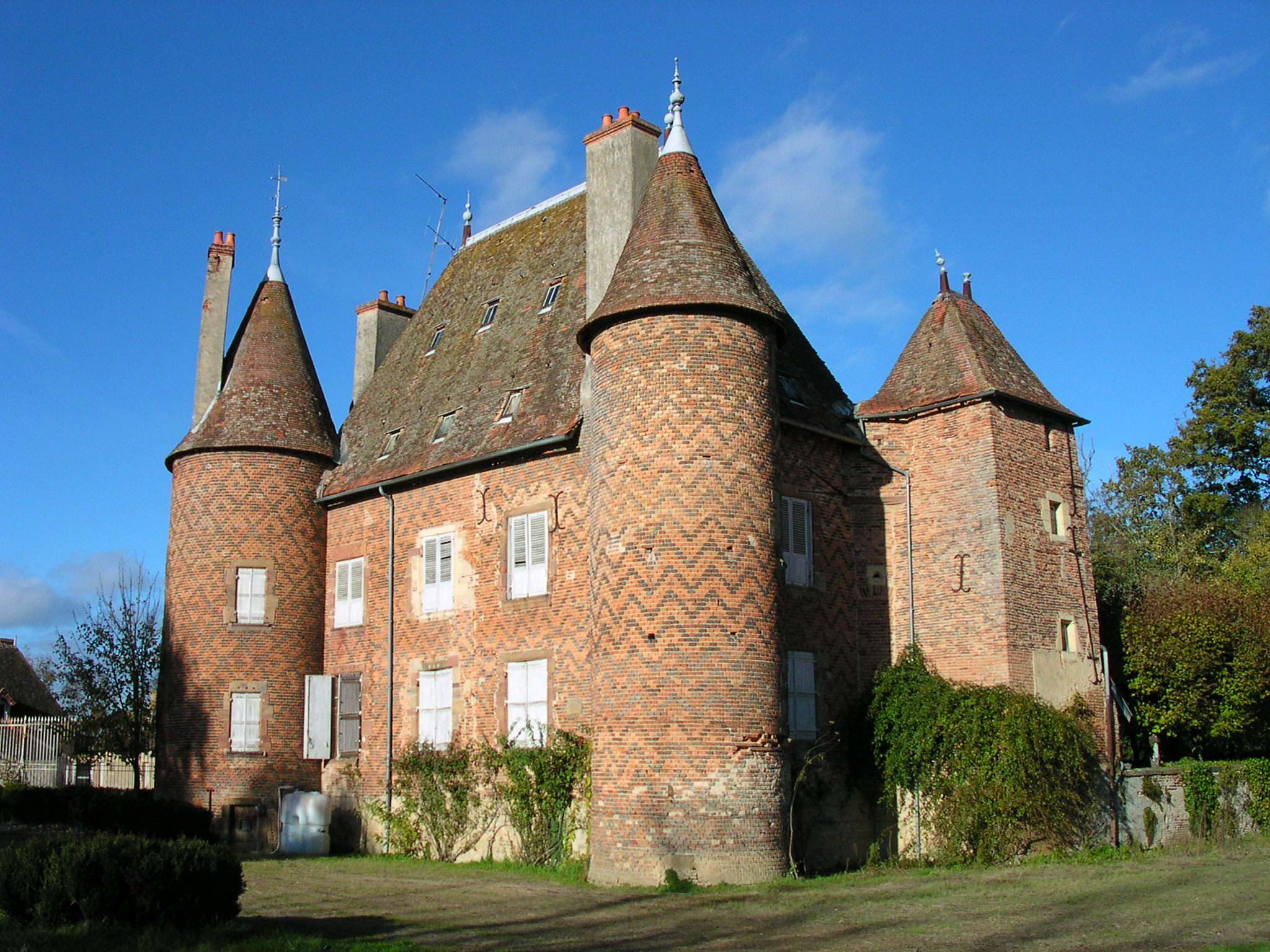
Frankrijk
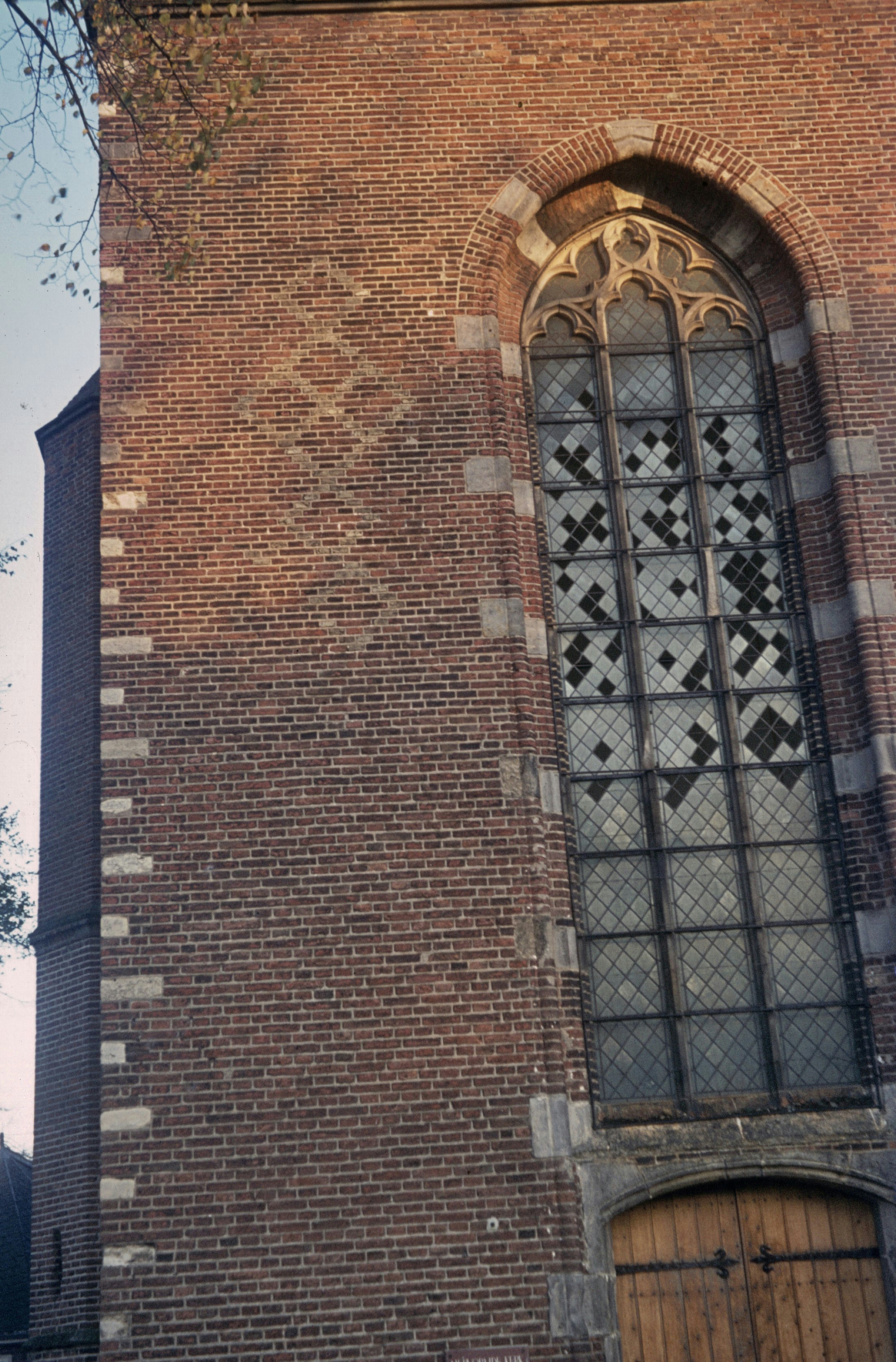
Nederland
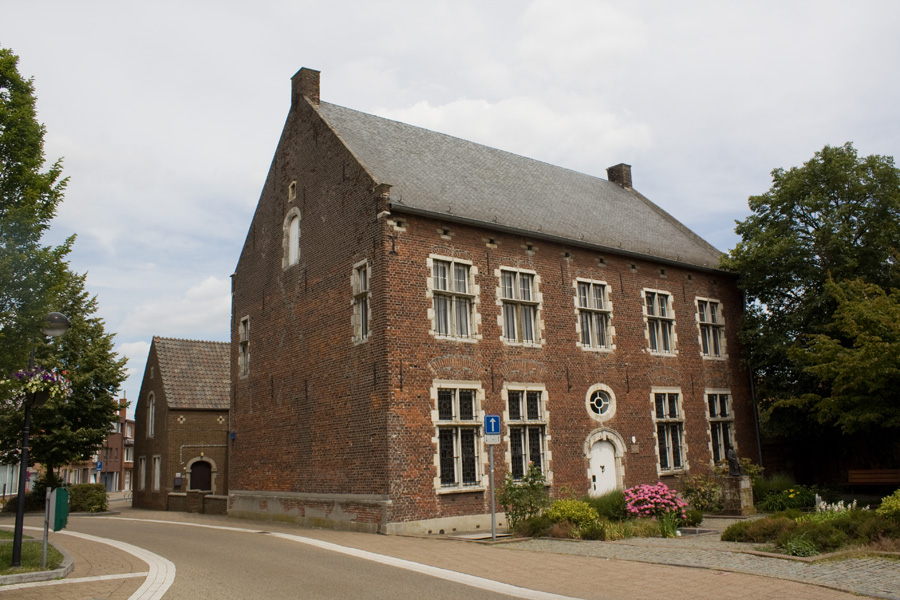
België
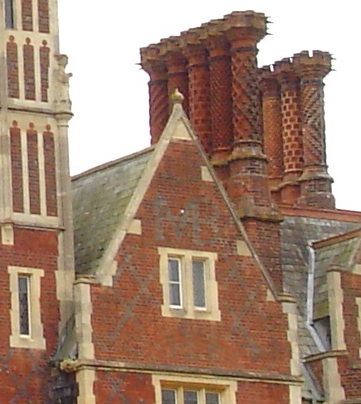
Engeland
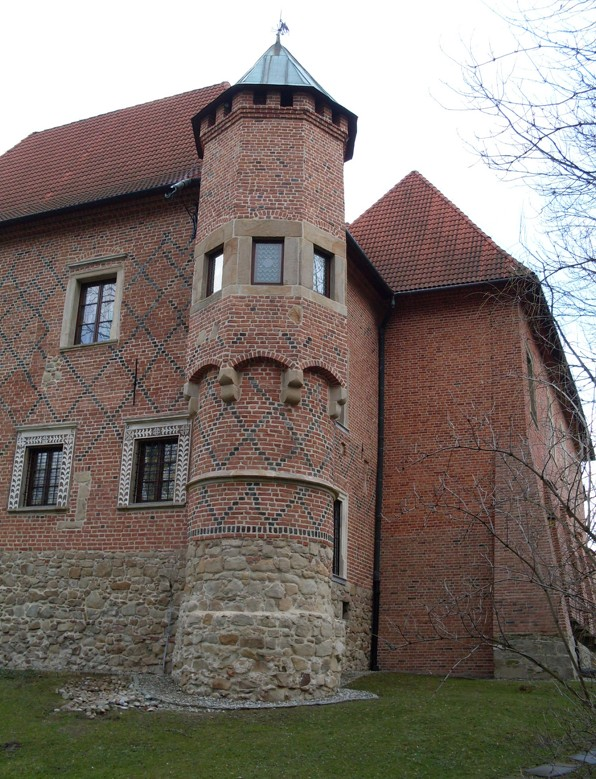
Polen